# Ostracion meleagris
Espèce
Coffre pintade, Coffre à taches blanches
Ostracion meleagris ou poisson coffre pintade est une espèce de poissons tetraodontiformes de la famille des Ostraciidae. Son nom commun poisson coffre pintade lui provient de ses multiples taches blanches à jaunâtres ressemblant a une pintade.

## Description et caractéristiques
C'est un poisson-coffre à l'allure caractéristique, aux angles très marqués et à la section trapézoïdale. Il mesure jusqu'à 25 cm de long. Le mâle a le dos noir constellé de points blancs, et les flancs bleus constellés de taches jaune vif cerclées de noir, une bande du même jaune parcourant les arêtes supérieures ; le visage est bleu et violacé, avec une tache rose sous chaque œil.
Les femelles et les juvéniles sont noirs constellés de blanc.

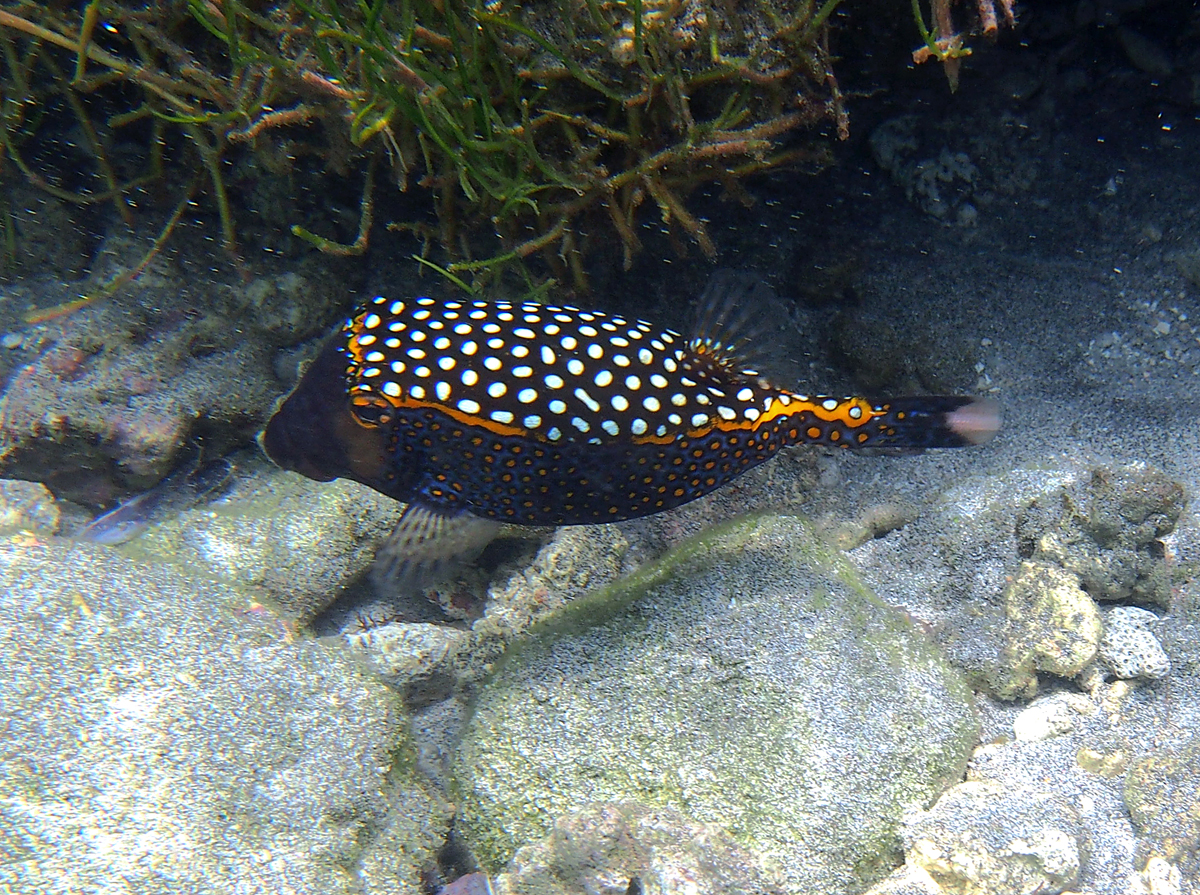
Mâle à La Réunion
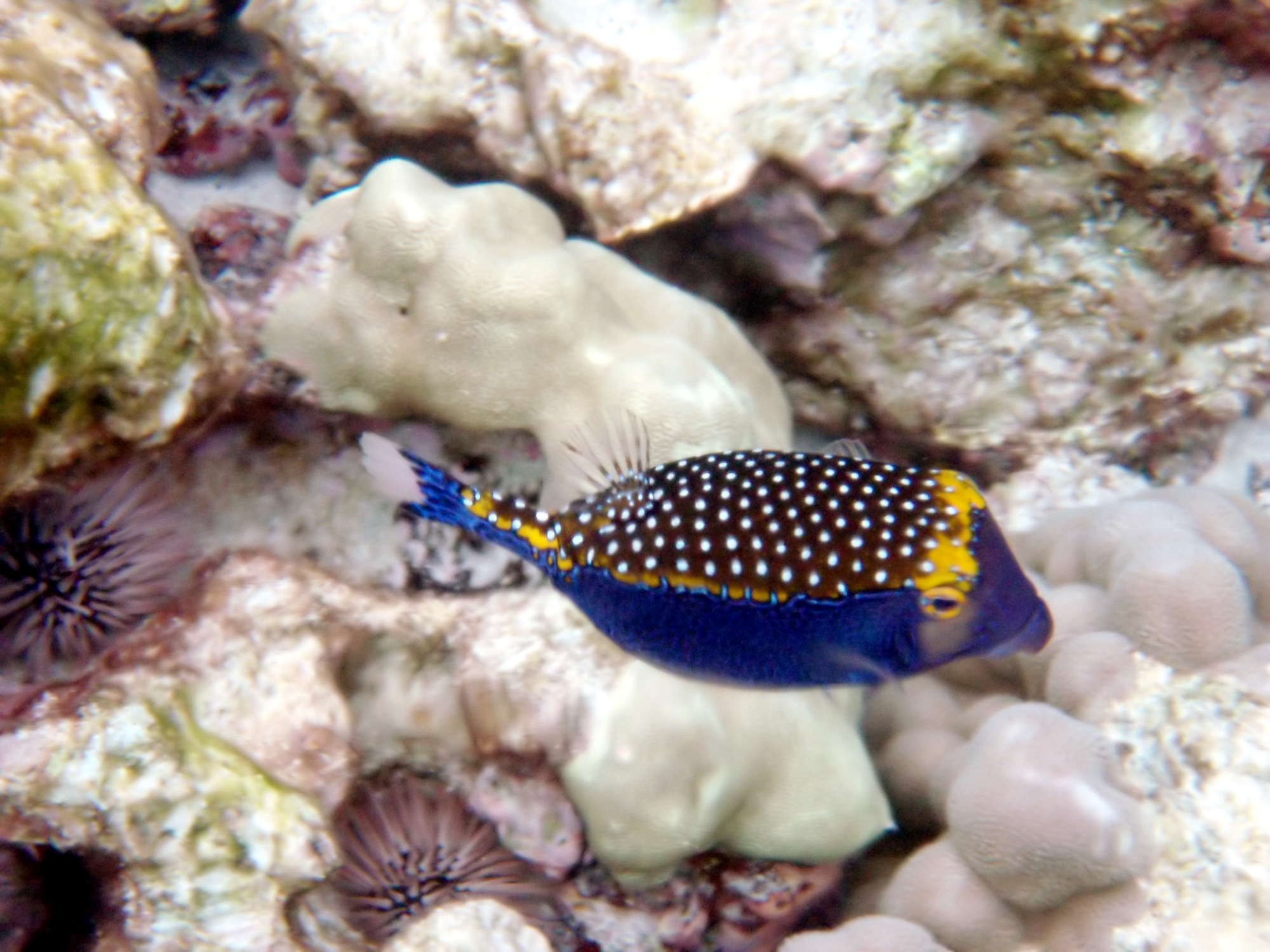
Jeune mâle à Hawaii
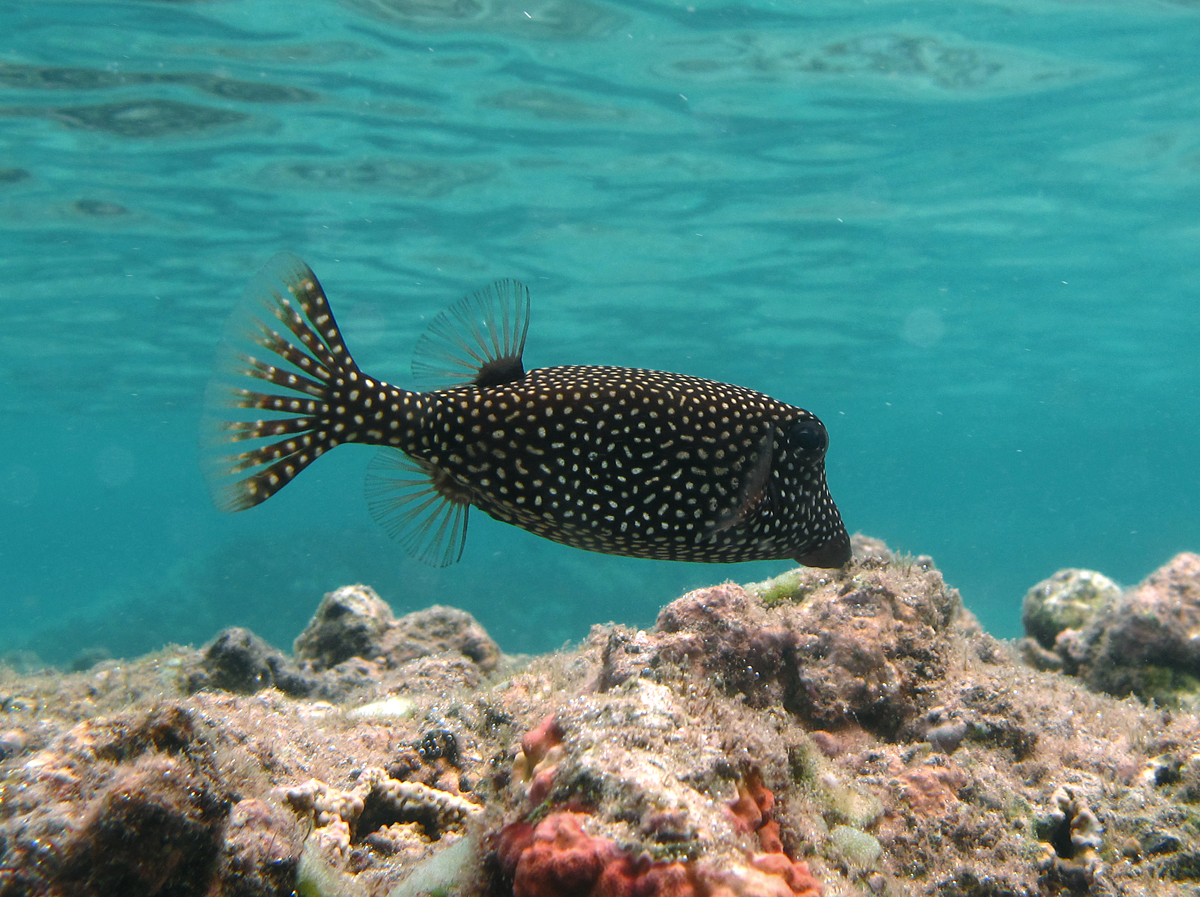
Femelle à La Réunion
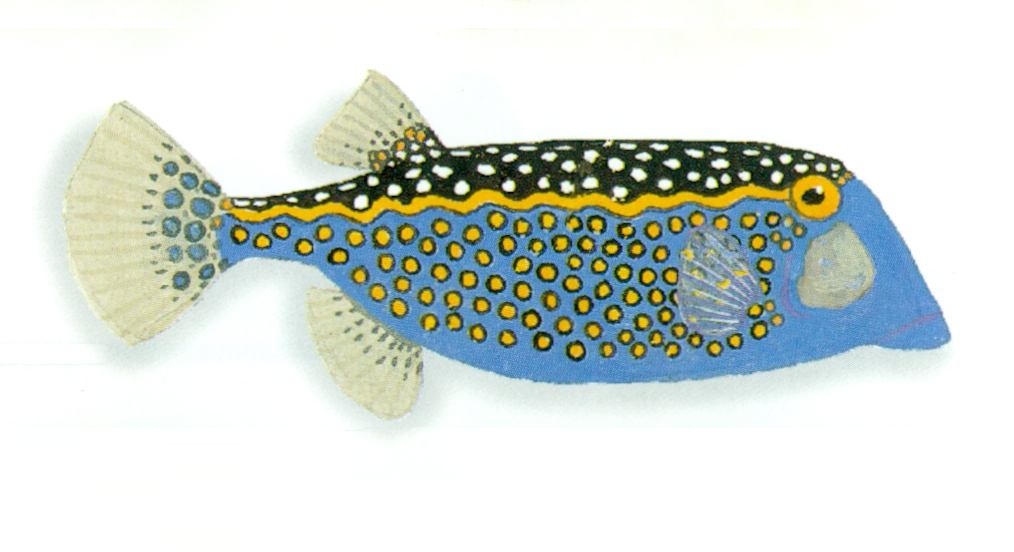
Dessin de mâle

Son corps est recouvert d'un mucus toxique, poison pour les autres poissons, dont la sécrétion augmente abondamment s'il se sent menacé.

## Habitat et répartition
C'est un poisson typique des récifs coralliens de l'Indo-Pacifique, que l'on rencontre de l'Afrique de l'est à Hawaii, généralement à faible profondeur (entre 3 et 40 m).
Il est absent de Mer Rouge, où il est remplacé par l'espèce proche Ostracion cyanurus.

## Au Zoo
L'Aquarium du palais de la Porte Dorée détient au moins 1 spécimen de Ostracion meleagris présenté au public (12/2014). Il est maintenu dans une grande cuve de poissons d'eau de mer et en compagnie de multiples autres espèces de provenance similaire. Il est aisément observable lors d'une promenade dans l'Aquarium.

## Photos

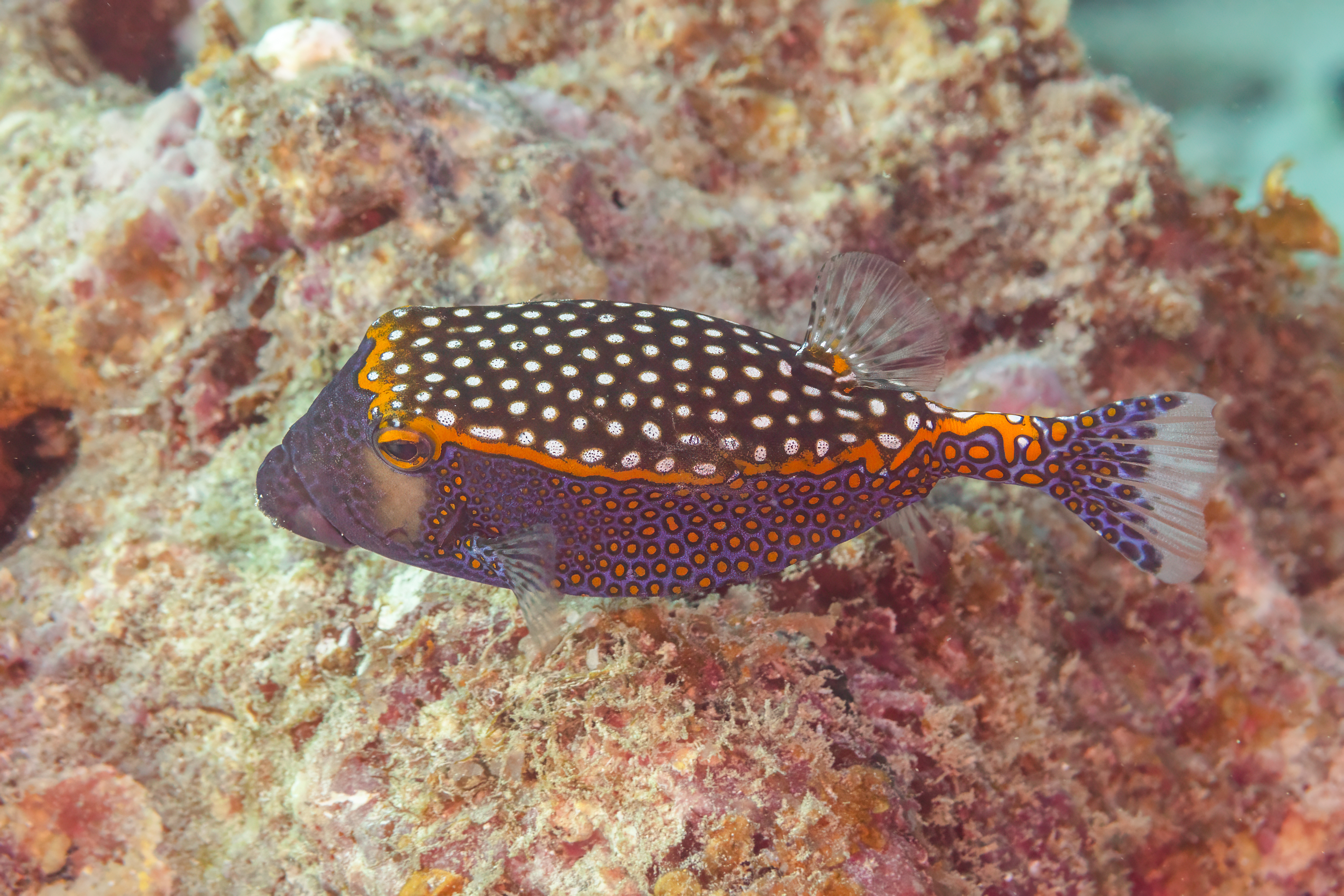
Ostracion meleagris
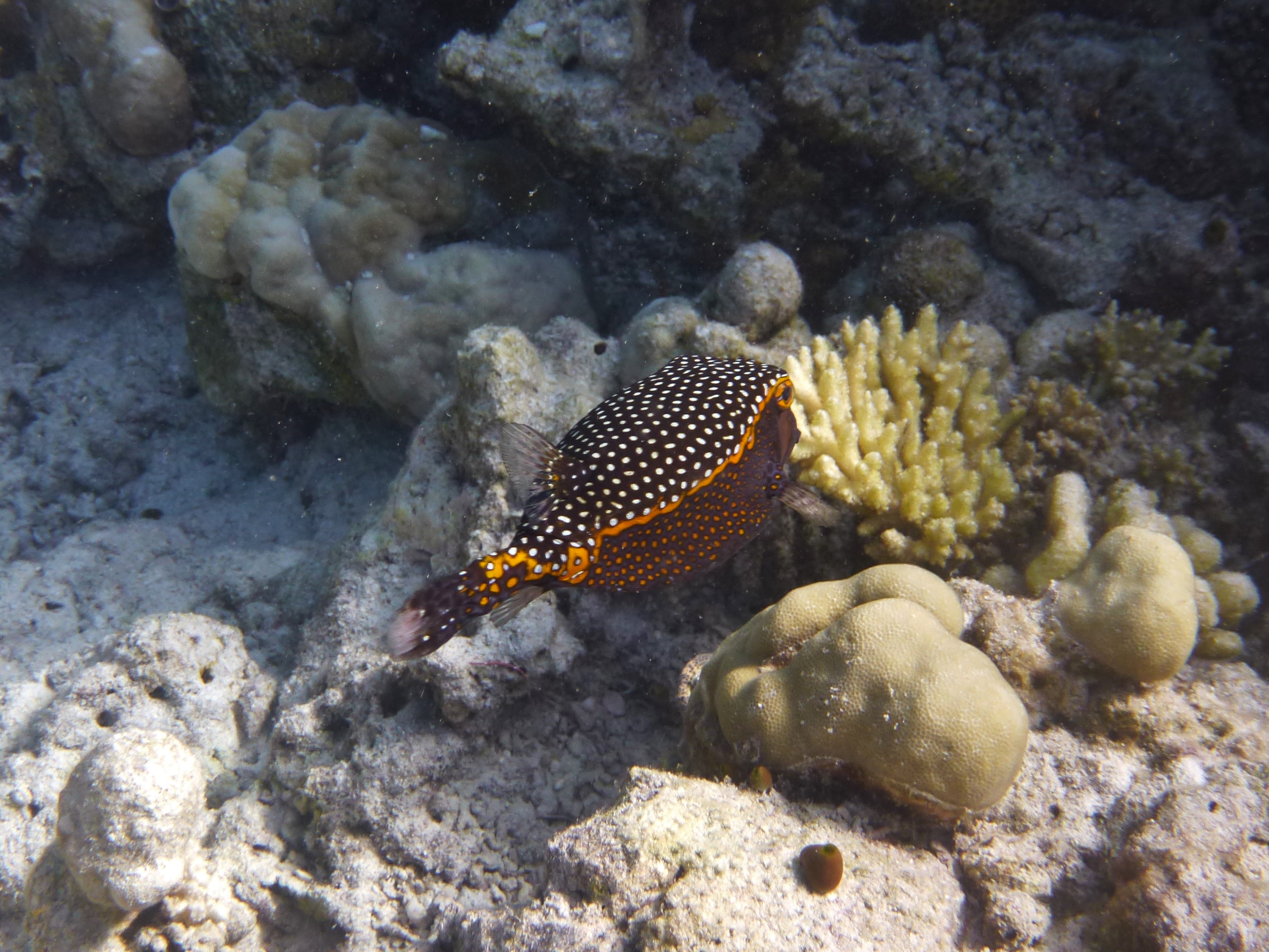
Mâle aux Maldives
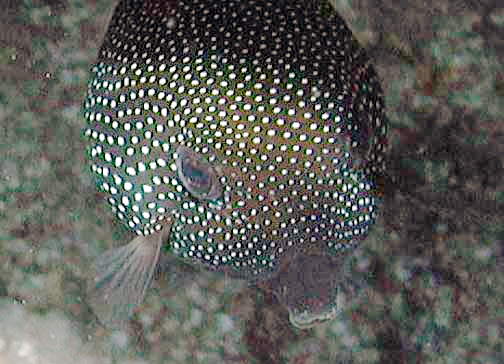
Femelle de face
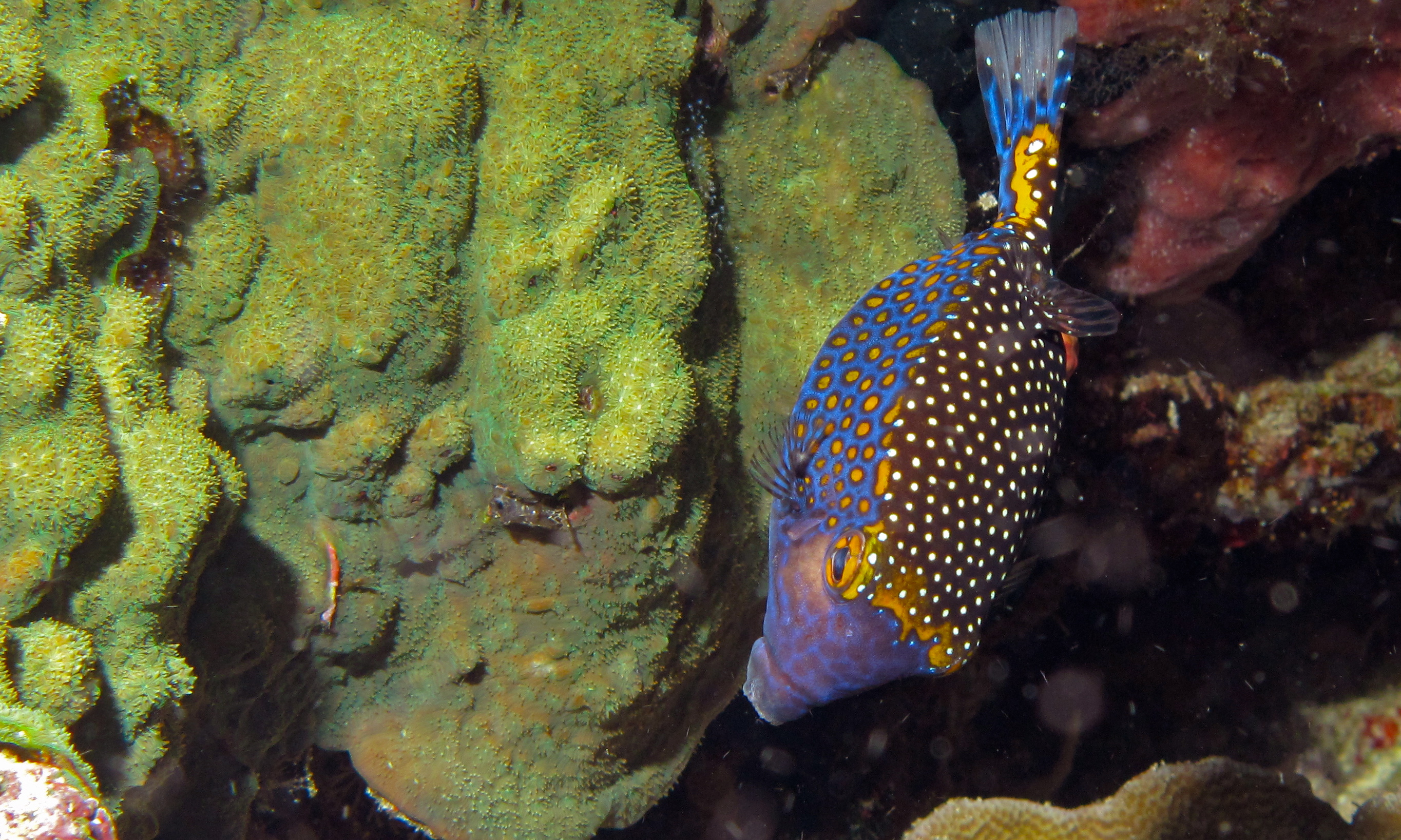
Mâle (Sulawesi, Indonésie)
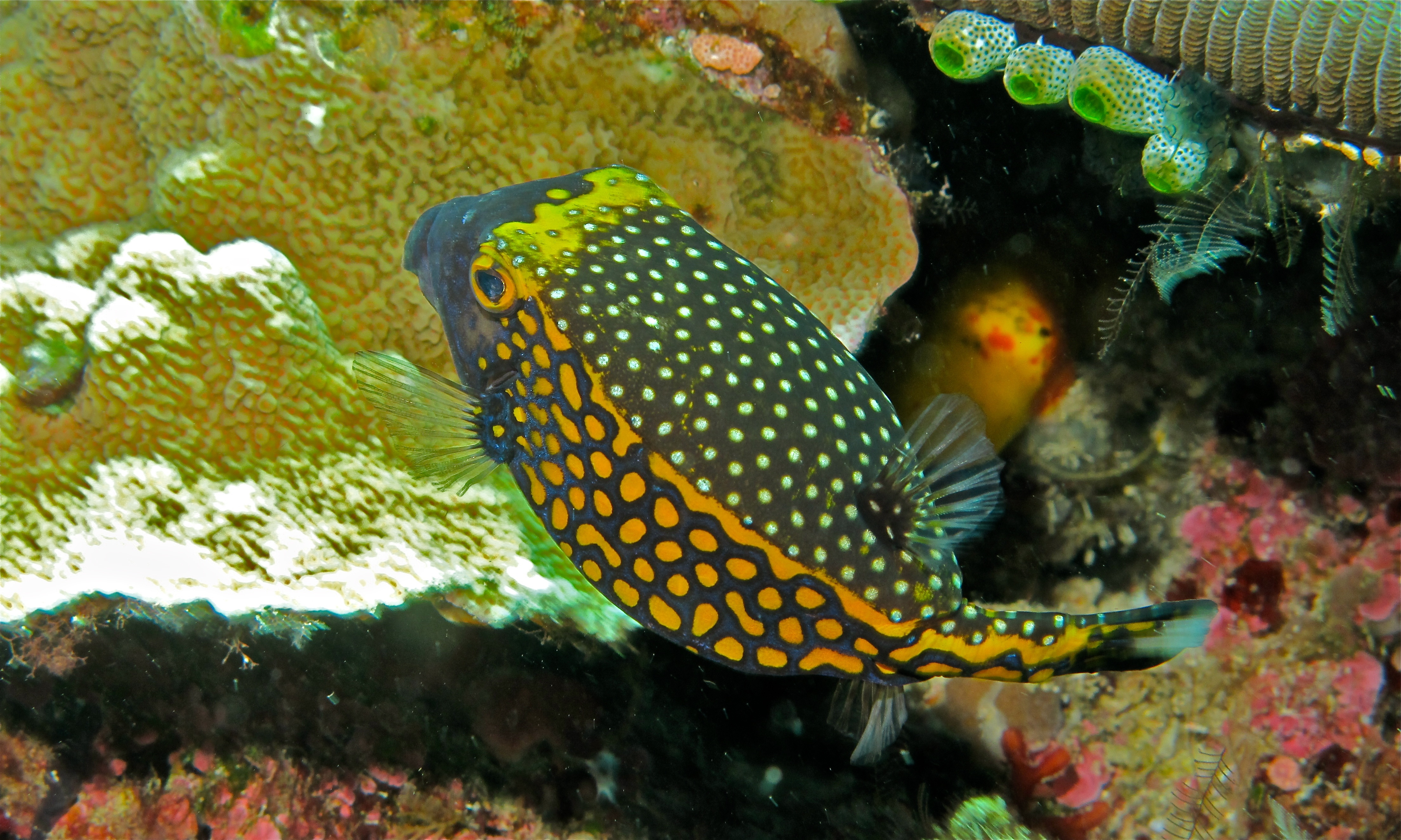
Mâle (Sulawesi, Indonésie)
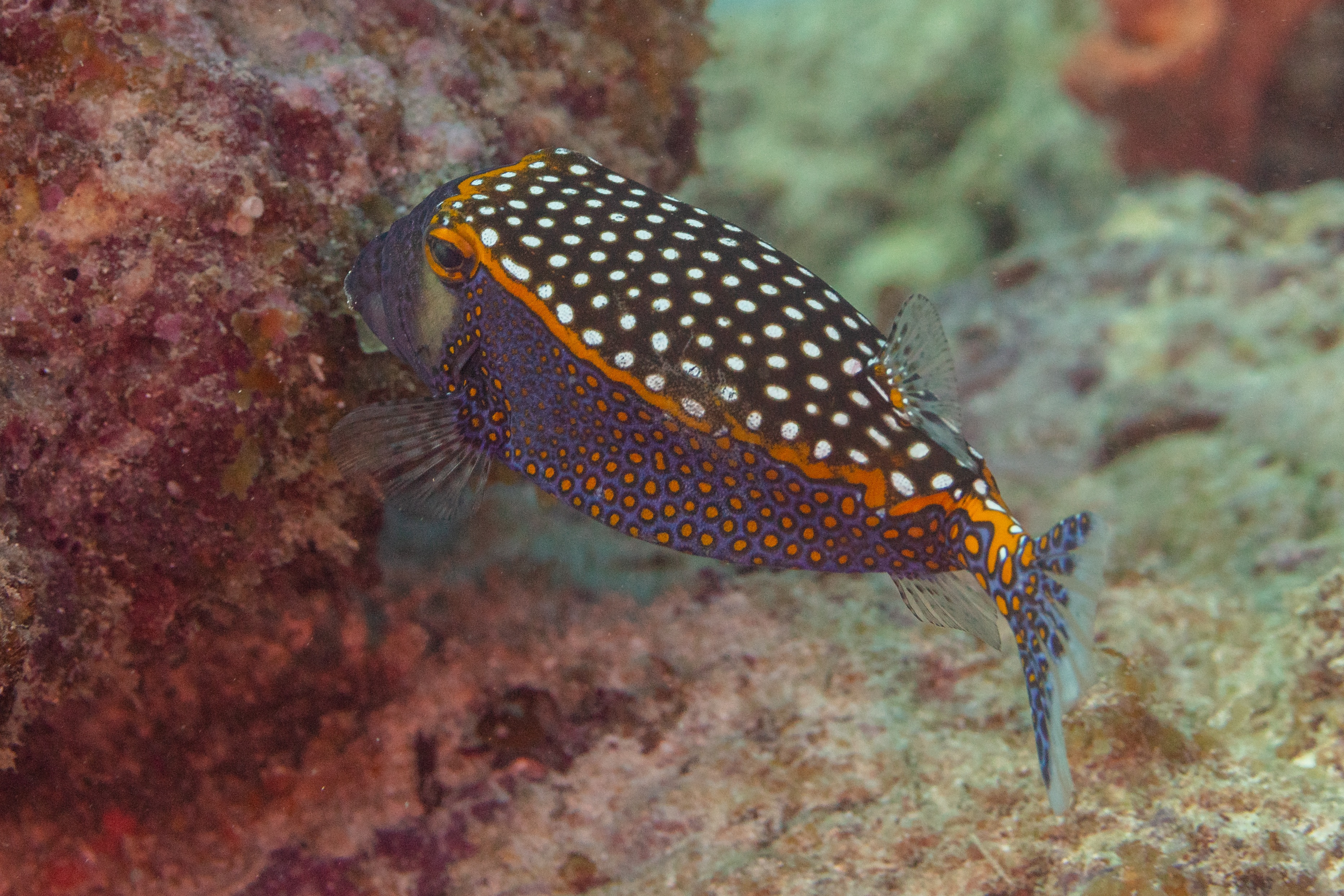
Mâle (Zanzibar, Tanzanie)